# Henry Ian Cusick
Henry Ian Cusick (sinh ngày 17 tháng 4 năm 1967) là một nam diễn viên người Peru.

## Danh sách phim

### Điện ảnh
| Năm  | Tên                            | Vai                          | Ghi chú |
| ---- | ------------------------------ | ---------------------------- | ------- |
| 2002 | Possession                     | Toby Byng                    |         |
| 2003 | The Gospel of John             | Jesus                        |         |
| 2003 | Carla                          | Matt                         |         |
| 2004 | Perfect Romance                | Peter Campbell               |         |
| 2006 | Half Light                     | Brian                        |         |
| 2006 | 9/Tenths                       | William                      |         |
| 2006 | After the Rain                 | Adrian                       |         |
| 2007 | Hitman                         | Udre Belicoff                |         |
| 2009 | Dead Like Me: Life After Death | Cameron Kane                 |         |
| 2013 | Not Another Happy Ending       | Willie Scott                 |         |
| 2014 | The Girl On The Train          | Danny Hart                   |         |
| 2014 | Frank vs. God                  | David Frank                  |         |
| 2014 | Dress                          | Ben Granger                  |         |
| 2014 | 10.0 Earthquake                | Jack                         |         |
| 2015 | Pali Road                      | Tim Young                    |         |
| 2015 | Just Let Go                    | Christopher "Chris" Williams |         |
| 2017 | Rememory                       | Lawton                       |         |